# Japanese Story
Pour plus de détails, voir Fiche technique et Distribution.
Japanese Story est un film australien réalisé par Sue Brooks et sorti en 2003.
Il a été présenté dans la sélection Un certain regard lors du Festival de Cannes 2003.

## Fiche technique
- Réalisation : Sue Brooks
- Scénario : Alison Tilson
- Production : Australian Film Finance Corporation (AFFC), Fortissimo Films, Gecko Films Pty. Ltd.
- Producteur associé : Simon Beaufoy
- Lieu de tournage : Perth
- Photographie : Ian Baker
- Musique : Elizabeth Drake
- Montage : Jill Bilcock
- Genre : Drame, romance
- Durée : 105 minutes
- Dates de sortie :   
  - 29 mai 2003 (Festival de Cannes)
  - 25 septembre 2003 (Australie)
  - 17 mars 2004 ( France)

## Distribution
- Toni Collette : Sandy Edwards
- Gotaro Tsunashima : Hiromitsu Tachibana
- Matthew Dyktynski : Bill Baird
- Lynette Curran : Mum
- Yumiko Tanaka : Yukiko Tachibana
- Kate Atkinson : Jackie
- Bill Young : Jimmy Smithers
- Reg Evans
- George Shevtsov : James
- Justine Clarke : Jane
- John Howard

## Distinctions
- Meilleur film, meilleure actrice pour Toni Collette à Australian Film Institute
- Meilleur film à l'Australian Writers' Guild
- Meilleur film au Film Critics Circle of Australia Awards
- Sélection Un certain regard au Festival de Cannes 2003
- FIPRESCI Prize pour Sue Brooks au Festival international du film de Miami 2004[1]